# Кожикод (окръг)
Кожикод е окръг в Южна Индия, щат Керала.
Граничи с Арабско море на запад и с окръзите Канур на север, Ваянад на изток и Малапурам на юг. Площта му е 2344 km², а населението – около 2 880 000 души при средна гъстота на населението 1228 души/km² (2001).
Административен център е град Кожикод.